# Joséphine-Rosalie de Walckiers
Joséphine-Rosalie Pauline de Walckiers, född den 31 mars 1765 i Bryssel, död den 27 oktober 1836 i Paris, var en bankir och kompositör. 
Hon tillhörde en adlig bankirfamilj i Bryssel och var dotter till vicomte Adrien-Ange de Walciers de Tronchiennes och Dieudonne de Nettine samt dotterdotter till Barbe Stoupy de Nettine, som drivit en framgångsrik bankverksamhet i Österrikiska Nederländerna. Hennes bror Edouard de Walckiers blev finansråd 1784. Hon beskrivs som en excentriker och flyttade till Paris någon gång mellan 1803 och 1815.
de Walckiers var kompositör och skrev en opera och ett antal sånger som publicerades och framfördes från 1784 och framåt.  
Verk
- Quand laissant la cité voisine (1784)
- Zéphire et Flore, opera (1784)
- Pourquoi sous l'habit de froteur (1788)
- Pour l'objet qui nous réunit (1788)
- Dans ces lieux vraiment enchanteurs (1788)
- Le plus tendre penchant  (1788)
- À la plus tendre mère (1788)
- Six romances avec accompagnement de forte piano dediées à ma sœur (1789)
- Six romances avec accompagnement de forte piano (1791)